# Måtte
 For alternative betydninger, se Måtte (flertydig). (Se også artikler, som begynder med Måtte)
En måtte (latin: matte, dække) er et ofte firkantet stykke tekstil dørmåtte, der ligger på gulvet, jorden el.lign. Måtten er til rensning af skosåler og er også et beskyttende underlag som en gymnastikmåtte.